# Jelena Jakowlewna Danko
Jelena Jakowlewna Danko (russisch Елена Яковлевна Данько; * 21. Dezember 1897jul. / 2. Januar 1898greg. in Parafijiwka; † 14. März 1942) war eine russische bzw. sowjetische Malerin und Dichterin.

## Leben
Danko stammte aus einer revolutionären Eisenbahnerfamilie und wuchs in Moskau und Wilna auf. Sie besuchte 1908–1915 das private J.-A.-Krüger-Mädchengymnasium in Kiew (Abschluss mit Goldmedaille) und Oleksandr Muraschkos dortige Kunstschule.
Im Ersten Weltkrieg ging Danko nach dem Schulabschluss 1915 nach Moskau. Sie nahm Stunden bei den Malern Ilja Maschkow und Fjodor Rerberg und ließ sich von dem Kunsthistoriker Alexei Sidorow künstlerisch beeinflussen. Sie beschäftigte sich auch mit dem Radieren bei A. W. Manganari. Ab 1916 arbeitete sie in der Kanzlei des Hauptkomitees zur Versorgung der Armee.
Nach der Oktoberrevolution arbeitete Danko im Volkskommissariat für Bildung der RSFSR, wo sie Olga Forsch und Konstantin Fedin kennenlernte. Sie begeisterte sich für die Anthroposophie und hörte die Vorlesung Andrei Belys.
Ab 1918 lebte Danko in Petrograd. Sie schrieb Gedichte, die 1922 in einem Sammelband erschienen. Sie wurde 1919 Mitglied der Freien Philosophischen Assoziation (Wolfila) und beteiligte sich an deren Arbeit bis 1924. Ab Februar 1919 war sie technische Assistentin und dann Puppenspielerin in Ljubow Schaporinas Puppentheater. Sie inszenierte Aufführungen, und in den 1920er und 1930er Jahren gab es auf den Bühnen der Leningrader Puppentheater ständig Aufführungen mit Dankos Inszenierungen.
Ab 1919 arbeitete Danko als Porzellanmalerin in der Petrograder/Leningrader Porzellanmanufaktur, in der ihre Halbschwester Natalja Danko die Skulpturenabteilung leitete und mit deren Hilfe sie erste Kleinplastiken formte. Sie studierte die Geschichte der Keramik und veröffentlichte Artikel und später auch Bücher über Porzellankunst. 1924 wurde sie entlassen und zum Studium an das aus der Kaiserlichen Akademie der Künste hervorgegangene Höhere Künstlerisch-Technische Institut in Leningrad geschickt. Sie studierte in der Klasse von Kusma Petrow-Wodkin nur bis 1925, da die Lehrmethode sie nicht befriedigte.
Danko lernte 1925 Samuil Marschak kennen, unter dessen Einfluss sie Jugendbücher zu schreiben begann. Außerdem verfasste sie Gedichte und Poeme für Jugendliche. Sie beschäftigte sich auch mit der Gestaltung der Jugendbücher, obwohl sie sie selbst nie illustrierte. Die Gestaltung ihrer Bücher überließ sie Wladimir Lebedew. Zu ihren Illustratoren gehörten Boris Kustodijew, Wladimir Lebedew, Jefim Jakowlewitsch Chiger, Wassili Watagin, Nikolai Lapschin, Dmitri Buschen, Jewgenija Konstantinowna Ewenbach, Michail Jesutschewski, Wladimir Konaschewitsch, N. Kuprijanow u. a. Danko warb für das Jugendbuch, und Witali Bianki nannte sie die klügste Frau Leningrads. Sie war Mitglied der Literaturgesellschaft Leningrader Assoziation der Neoklassiker, die sich in Fjodor Sologubs Wohnung traf. Von Anna Achmatowa fertigte sie Porträtskizzen an.
Von 1925 bis 1927 arbeitete Danko als Sekretärin in der Sektion für Kinder- und Jugendliteratur der Leningrader Abteilung des Allrussischen Verbands der Sowjetischen Schriftsteller, zu dessen Geschäftsführung sie gehörte. Von 1926 bis 1932 war sie Sekretärin der Geschäftsführung der Leningrader Abteilung dieses Verbands. Mitglied des Verbands wurde sie 1934. Zwischenzeitlich kehrte sie in die Porzellanmanufaktur zurück und bemalte Kleinplastiken.
Danko veröffentlichte 1938 das Theaterstück Burattino bei uns zu Gast, das 1941 in einer separaten Ausgabe als Novelle mit Illustrationen von Wladimir Konaschewitsch und Leonid Wladimirski erschien. Ihre Autobiografie schrieb sie 1940 als Roman. Eine Voltaire-Biografie blieb unvollendet.
Nach Beginn des Deutschen Angriffskriegs beantragte die Leningrader Abteilung der Kunststiftung der UdSSR im August 1941 Dankos Evakuierung nach Taschkent, aber sie lehnte ab. Bei der Evakuierung im Februar 1942 aus dem blockierten Leningrad mit ihrer Halbschwester und ihrer Mutter starb sie unterwegs am 14. März an Erschöpfung zwischen Moskau und Jaroslawl wie auch ihre Mutter. Sie wurden an einem der Bahnhöfe begraben, während ihre Halbschwester Natalja Donka das Ziel Irbit erreichte und dort am 18. März 1942 starb.